# Vähäjärvi (sjö i Egentliga Finland, lat 60,69, long 21,55)
Vähäjärvi är en sjö i Finland. Den ligger i Vemo kommun i landskapet Egentliga Finland, i den sydvästra delen av landet, 190 km väster om huvudstaden Helsingfors. Vähäjärvi ligger 7 meter över havet. Arean är 13,9 hektar och strandlinjen är 1,77 kilometer lång. Sjön  ingår i Skärgårdshavets kustområde, Åland.   Den ligger vid sjön Kallisjärvi. I omgivningarna runt Vähäjärvi växer i huvudsak barrskog.
I övrigt finns följande vid Vähäjärvi:
- Kallisjärvi (en sjö)